# Michael Dokes
Michael Marshall Dokes (Akron, Ohio, 1958. augusztus 10. – Akron, 2012. augusztus 11.) amerikai profi nehézsúlyú ökölvívó, világbajnok.

## Sportkarrierje
A „Dinamit” becenévre hallgató Dokes 1975-ben lett profi bokszoló, miután második helyet ért el a pánamerikai játékokon, amikor a háromszoros olimpiai bajnok kubai Teófilo Stevenson győzte le.
1982-ben szerezte meg a Bokszvilágszövetség (WBA) övét, miután legyőzte Mike Weavert. Címét a dél-afrikai Gerrie Coetzee-vel szemben egy évvel később vesztette el, s bár ringbe szállt Evander Holyfield és Riddick Bowe ellen is, többé nem tudta visszaszerezni a világbajnoki címet.
1997-ben vonult vissza, 53 győzelemmel, hat vereséggel és két döntetlennel zárta profi pályafutását. A boxrec.com szerint mérlege 53-6-2 (34 KO).
A kokainnal sok problémája volt, 2000-ben tíz év börtönbüntetést kapott, mert gyilkossági kísérletet követett el menyasszonya ellen, valamint emberrablásban és szexuális támadásban is bűnösnek találták, 2008-ban szabadult.
Ötvennégy éves korában hunyt el májrákban, amellyel régóta küzdött.